# Gallicano nel Lazio
Gallicano nel Lazio település Olaszországban, Lazio régióban, Róma megyében. Lakosainak száma 6522 fő (2023. január 1.). Gallicano nel Lazio Róma, Zagarolo és Palestrina községekkel határos.

## Népesség
A település lakossága az elmúlt években az alábbi módon változott:
| Lakosok száma | 6326 | 6343 | 6522 |
|               | 2017 | 2018 | 2023 |